# فيلي هنتر (لاعب غولف)
فيلي هنتر (بالإنجليزية: Willie Hunter)‏ هو لاعب غولف أمريكي، ولد في 29 يناير 1892 في Forest Row ‏ في المملكة المتحدة، وتوفي في 18 أكتوبر 1968.